# VBK Smash Oud-Turnhout
Maillots
Smash Oud-Turnhout est un club belge de volley-ball fondé en 1976 et basé à Vieux-Turnhout, évoluant pour la saison 2015-2016 en Ligue B Dames.

## Effectifs

### Saison 2012-2013
Entraîneur : Roy Van Heurck  Belgique